# アシュトン・モーガン
アシュトン・モーガン（Ashtone Morgan、1991年2月9日 - ）は、カナダ出身の元同国代表プロサッカー選手。現役時代のポジションはDF。

## クラブ経歴
トロントFCのアカデミーで育成され、2010年10月20日のCONCACAFチャンピオンズリーグ・CDアラベ・ウニド戦でトップチームデビュー。
2020年1月21日、レアル・ソルトレイクに移籍。
2022年2月1日、フォージFCに移籍。
2023年7月31日、現役引退を表明した。

## 代表歴
各年代でカナダ代表に選出されている。
2011年9月、2014 FIFAワールドカップのセントルシア代表戦・プエルトリコ代表戦でフル代表初召集。トロントFCのアカデミー出身者として初の快挙だった。10月7日、セントルシア代表戦で途中出場しデビュー。

## タイトル

### クラブ
トロントFC
- MLSカップ: 2017[8]
- カナディアン・チャンピオンシップ (5): 2011, 2012, 2016, 2017, 2018
- サポーターズ・シールド: 2017[9]